# Deleitosa
Deleitosa és un municipi de la província de Càceres, a la comunitat autònoma d'Extremadura (Espanya). El 2023 tenia 673 habitants.